# Julio Vizcarrondo
Julio Vizcarrondo y Coronado est un homme de lettres et un abolitionniste portoricain né le 9 décembre 1829 à San Juan et mort en 1889 à Madrid.

## Biographie
Fils de Don José Bonifacio Vizcarrondo y Ortiz de Zarate et de Doña María Josefa Coronado y Martínez de Andino, il a effectué ses études primaires dans sa ville natale et passé son baccalauréat à Madrid, où il a également commencé des études supérieures qu'il a poursuivies à Paris.
De retour à Porto Rico, il se lance dans la vie active en tant qu'écrivain satirique, poète et journaliste, publiant dans la presse de San Juan des articles exposant ses idées libérales et combattant l'esclavage. Ceci lui vaudra d'être exilé par le gouverneur Pezuela en 1850. Il se rendra donc à New York où il restera quatre ans à fréquenter les milieux abolitionnistes.
En 1857, il lance la publication du journal El Mercurio.
Le 19 novembre 1872, il présente avec Román Baldorioty de Castro, Luis Padial et le ministre espagnol des affaires maritimes Segismundo Moret une proposition d'abolition de l'esclavage. Le 22 mars 1873, le gouvernement espagnol approuve cette proposition qui sera connue sous le nom de loi Moret.

## Œuvre
- Compilation du Segundo Cancionero de Borinquen, 1858
- Préface à Aguinaldo Puertorriqueño, 1861
- Silabario de los niños puertorriqueños, 1862
- Elementos de Historia y geografía de la Isla de Puerto Rico, 1863
- Tratado de Aritmética, 1863